# Neal Maupay
Neal Maupay (nil mopɛ; 14 d'agost de 1996) és un futbolista professional francés que juga de davanter, mitjapunta, i volant al Brighton & Hove Albion FC anglés.